# Jean-Jacques Avril
Pour les articles homonymes, voir Jean-Jacques Avril (graveur) et Avril (homonymie).
 (mars 2019).
Si vous disposez d'ouvrages ou d'articles de référence ou si vous connaissez des sites web de qualité traitant du thème abordé ici, merci de compléter l'article en donnant les références utiles à sa vérifiabilité et en les liant à la section « Notes et références ».
Le baron Jean-Jacques Avril, né le 11 novembre 1752 à Loudun (Vienne), mort le 19 juin 1839 au Bouscat (Gironde), est un général français.

## États de service
Entré de bonne heure au service il devient sous-lieutenant des milices coloniales de l'île de France le 18 janvier 1778. En janvier 1789 il devient capitaine d'une compagnie d'hommes de couleur dans cette colonie.
Après le licenciement de ce corps, il revient en France en 1792, et passe dans son grade au régiment des chasseurs à cheval en 1793, sous les ordres du général révolutionnaire Ronsin. Après l'exécution de ce général, le 24 mars 1794 et la dissolution de son armée, Avril passe sous les ordres de Hoche, se distingue dans la guerre de Vendée, est nommé adjudant-général colonel, le 1er octobre, soutint avec succès de nombreux combats contre les Vendéens, est promu général de brigade le 21 ventôse an III (11 mars 1795), et envoyé à la suite de l'affaire de Quiberon pour couvrir Lorient menacé par les Anglais et les royalistes ; il remporte à Locresto un avantage décisif, et a pendant quinze mois le commandement de Belle-Île-en-Mer.
En l'an V, il est envoyé en Normandie contre les Chouans, sert trois ans dans ce pays, sort vainqueur de plusieurs affaires, passe, en l'an VIII, à l'armée d'Italie, sous les ordres de Masséna et de Brune, fait mettre bas les armes aux insurgés de la république de Gênes et pacifie le pays.
De retour en France, il commande successivement les départements des Bouches-du-Rhône et des Basses-Pyrénées. Il va ensuite commander en chef, pendant les années 1800 à 1807, la 11e division militaire. En février 1807 il est chargé de couvrir Brest avec un corps de 4 000 hommes ; il conduit cette troupe au 2e corps d'observation de la Gironde et entre en Espagne. En juin 1808 il occupe Estremoz et Evora dans l'Alentejo dont il a peine à contenir les habitants. Forcé d'évacuer Estremoz, il est grièvement blessé par l'explosion d'une mine. Il marche cependant pour châtier Vila Viçosa également insurgée ; en août 1808, il est fait commandant du château de Lisbonne.
Rentré en France, après la convention de Cintra, le 30 août 1808, il est renvoyé en Espagne en novembre suivant et nommé gouverneur de la province de Bilbao. Il se fait remarquer dans ce poste autant par sa prudence et sa modération que par ses succès contre les guérillas ; une fausse dénonciation le fait rappeler en septembre 1810 par Napoléon Ier qui, ayant reconnu son erreur, lui confie le commandement du Pas-de-Calais. Dans la sierra de Ganguren, près de Bilbao, il y a un mont en honneur à Jean-Jacques, c'est le mont Avril aussi appelé en basque Iturritxualde.
À la fin de 1812, Avril demande à partager les périls de la Grande Armée et entre en février 1813 dans le corps d'observation de l'Elbe, commandé par Lauriston. À la tête de sa brigade, il force le pont de Kœnigsberg, près de Magdebourg, combat les Russes à Alsleben, se trouve à la prise de Halle, où, pendant près de huit heures, il couvre l'artillerie française avec sa troupe. Il prend part à la bataille de Lützen et entre un des premiers dans Leipzig, marchant à l'ayant-garde de la 1re division du 51e corps, il se trouve aux combats de Waldan, de Norsdorff et de Buntzlaw, et se signale particulièrement au passage de la Reuss.
Pendant l'armistice conclu en juin, il est envoyé à Hambourg, sous les ordres du maréchal Davout et participe au siège de la ville. Il rentre en France en juillet 1814, est créé par Louis XVIII baron, chevalier de Saint-Louis puis lieutenant-général le 21 octobre 1814.
Il refuse de servir pendant les Cent-Jours, et est mis sous la surveillance du ministre de la guerre et destitué de son grade ; mais il est réintégré en 1815.
Mis à la retraite le 1er janvier 1817, après plus de quarante ans de service, il est mort dans sa campagne près de Bordeaux le 19 juin 1839, âgé de 86 ans.
Il épouse Sébastienne Levesque, fille de Louis Julien Levesque (1744-1809). Sa veuve adoptera Adolphe d'Avril.